# Stephen Cheng
Stephen Cheng (25 de julio de 1979) es un deportista canadiense que compitió en remo como timonel. Ganó dos medallas de plata en el Campeonato Mundial de Remo, en los años 2004 y 2006, ambas en la prueba de cuatro con timonel.

## Palmarés internacional
| Campeonato Mundial | Campeonato Mundial | Campeonato Mundial | Campeonato Mundial |
| Año                | Lugar              | Medalla            | Prueba             |
| ------------------ | ------------------ | ------------------ | ------------------ |
| 2004               | Bañolas (España)   | Medalla de plata   | Cuatro con timonel |
| 2006               | Eton (Reino Unido) | Medalla de plata   | Cuatro con timonel |